# Muzaffer Özdemir
Muzaffer Özdemir, né en 1955, est un acteur et réalisateur turc. Il a reçu le prix d'interprétation masculine au Festival de Cannes 2003, ex Aequo avec son partenaire Mehmet Emin Toprak pour son rôle de Mahmut dans le film Uzak (« Lointain »), de Nuri Bilge Ceylan.

## Filmographie

### Cinéma
- 1997: Kasaba
- 1999: Nuages de mai, Muzaffer, le réalisateur
- 2002 : Uzak, Mahmut
- 2008 : Nowhere Man, Muzo
- 2010 : Siyah beyaz, Sessiz Müdavim
- 2011 : Yurt, acteur et réalisateur

## Récompenses
- 2003 : Prix d'interprétation masculine au Festival de Cannes 2003, ex Aequo avec Mehmet Emin Toprak pour Uzak.